# 東北電力トランスコスモスマネジメントパートナー
東北電力トランスコスモスマネジメントパートナー株式会社（とうほくでんりょくトランスコスモスマネジメントパートナー）は、仙台市青葉区に本社を置き、シェアードサービスセンター（SSC）を展開する企業である。東北電力グループの間接業務を担う。

## 概要
2023年4月3日、東北電力とトランスコスモスが合弁会社として設立。同年9月より事業を開始し、シェアードサービスセンター（SSC）として、まず東北電力の総務や人事労務、経理、資材調達等の間接業務を集約する。2024年度から2027年度にかけて段階的にグループ企業の間接業務も集約する予定。将来的には、同社が他の一般企業の業務を請け負うサービスの展開も視野に入れる。

## 沿革
- 2023年（令和5年）4月3日：「東北電力トランスコスモスマネジメントパートナー」会社設立